# 比拉克 (利比亚)
比拉克（阿拉伯语：‎）是利比亚中西部城市，沙提省省会，地处哈姆拉石漠最南缘的比拉克绿洲，北距首都的黎波里大约700公里。2011年利比亚内战期间，利比亚反对派一度收到情报称穆阿迈尔·卡扎菲可能在该城内或周边。